# Cliff Adams Singers
Cliff Adams Singers este o formație engleză de muzică pop, înființată în 1954 de Clifford William Adams.